# Psałterz Eadwina

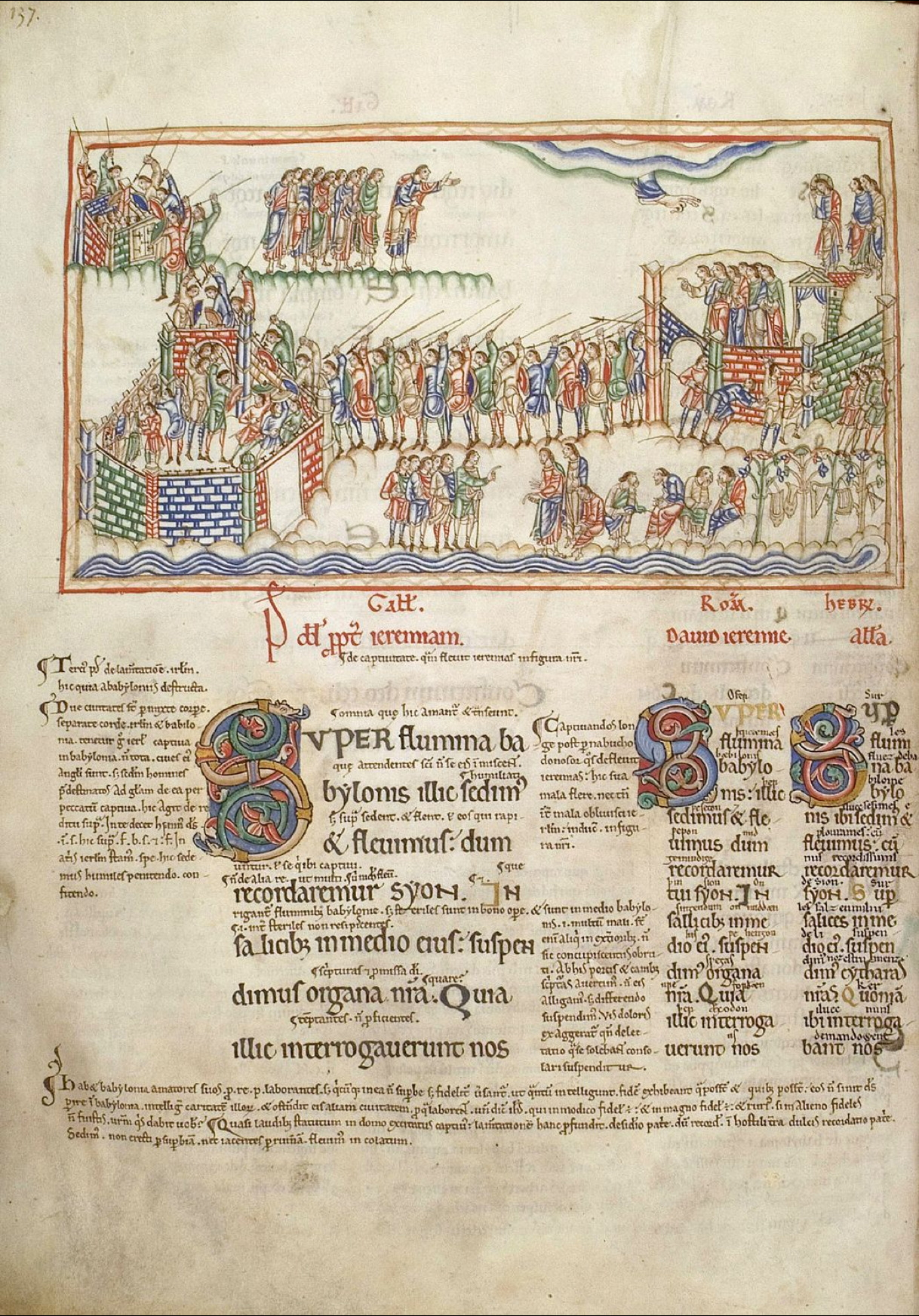
Strona z psałterza, początek psalmu 137 (136)

Psałterz Eadwina – trójjęzyczny, iluminowany rękopis psałterza, wykonany około 1150 roku w skryptorium katedry w Canterbury. Obecnie stanowi własność Trinity College w Cambridge (sygnatura MS. R.17.1).
Spisany na welinie manuskrypt ma wymiary 455×326 mm (z oprawą 482×343 mm). Zawiera spisane w sąsiadujących kolumnach trzy wersje łacińskiego psałterza: Psalterium Gallicanum z dodatkowymi glosami łacińskimi, Psalterium Romanum z międzywierszowym przekładem na język staroangielski i Psalterium Hebraicum z międzywierszowym przekładem na anglo-normańską odmianę języka starofrancuskiego. Kolumna z tekstem Gallicanum jest większa od pozostałych dwóch. Każdy psalm rozpoczyna się miniaturą, ozdobnym inicjałem oraz przedmową. Tekst psalmów kończy się podpisem skryby imieniem Eadwine, którego przedstawia miniatura umieszczona na karcie 283v. Zakres jego roli jest nieznany, bowiem badacze wyróżnili w tekście rękę 13 różnych skrybów; przypuszczalnie Eadwine był autorem ogólnego planu księgi.
Poza psałterzem manuskrypt zawiera także kalendarz, zbiór modlitw oraz plan założenia klasztornego w Canterbury z jego urządzeniami hydrologicznymi (karty 284v-286r). Nota marginalna umieszczona na karcie 10r podaje informację o obserwacji Komety Halleya w 1147 roku. Miniatury zawarte w Psałterzu Eadwina były prawdopodobnie inspirowane iluminacjami z Psałterza utrechckiego.
Manuskrypt początkowo zawierał na początku cztery karty z miniaturami przedstawiającymi sceny z wydarzeń biblijnych. Karty te zostały wyjęte około 1600 roku, kiedy Thomas Neville, dziekan katedry w Canterbury w latach 1597-1615, podarował psałterz Trinity College. W XIX wieku znajdowały się one w kolekcji Williama Ottleya (1771-1836). Dwie z nich znajdują się obecnie w nowojorskim Morgan Library & Museum (MSS M.521 i M.724), pozostałe w Muzeum Wiktorii i Alberta (MS. 661) i Bibliotece Brytyjskiej (MS. Add. 37472).

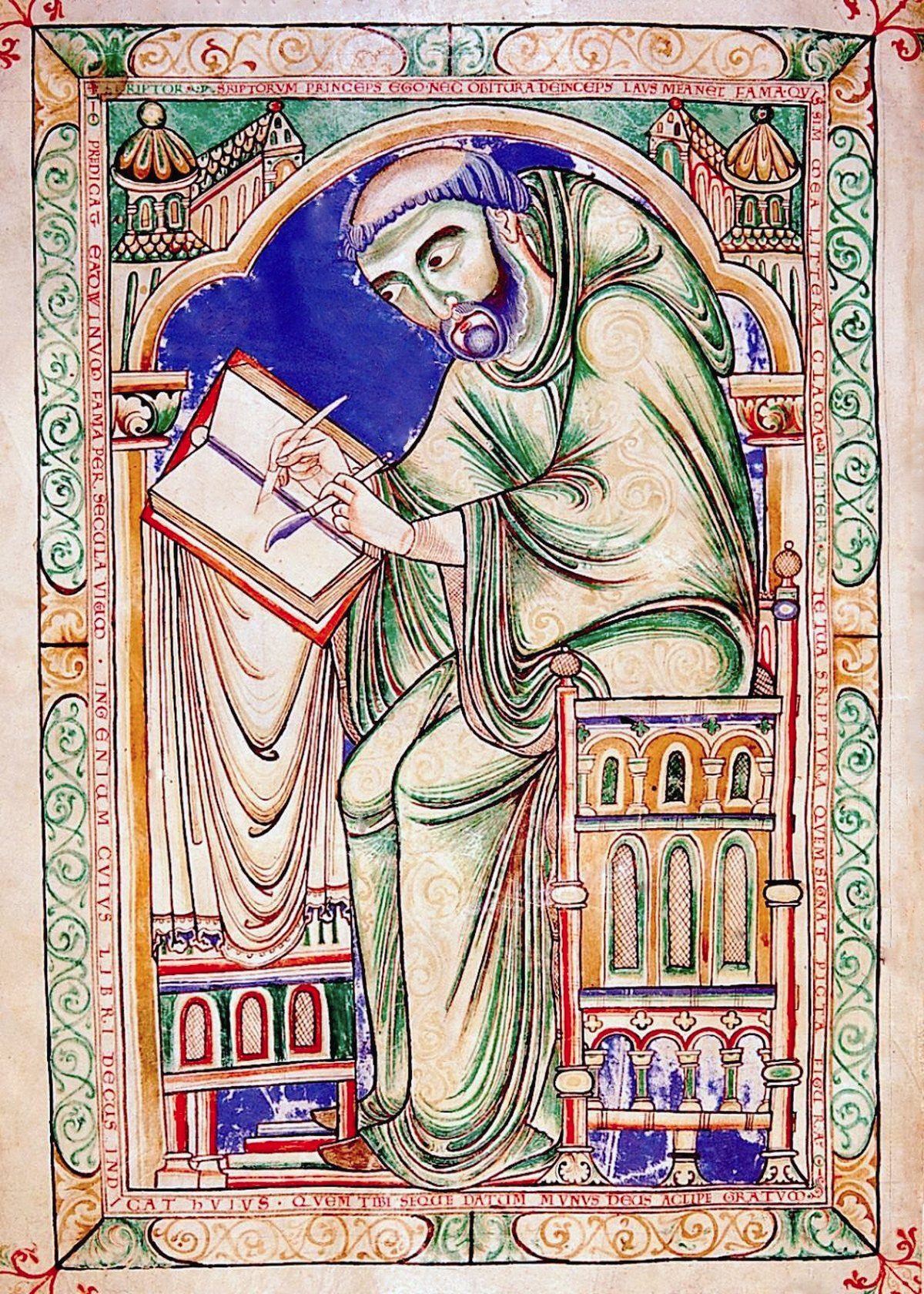
Portret Eadwina
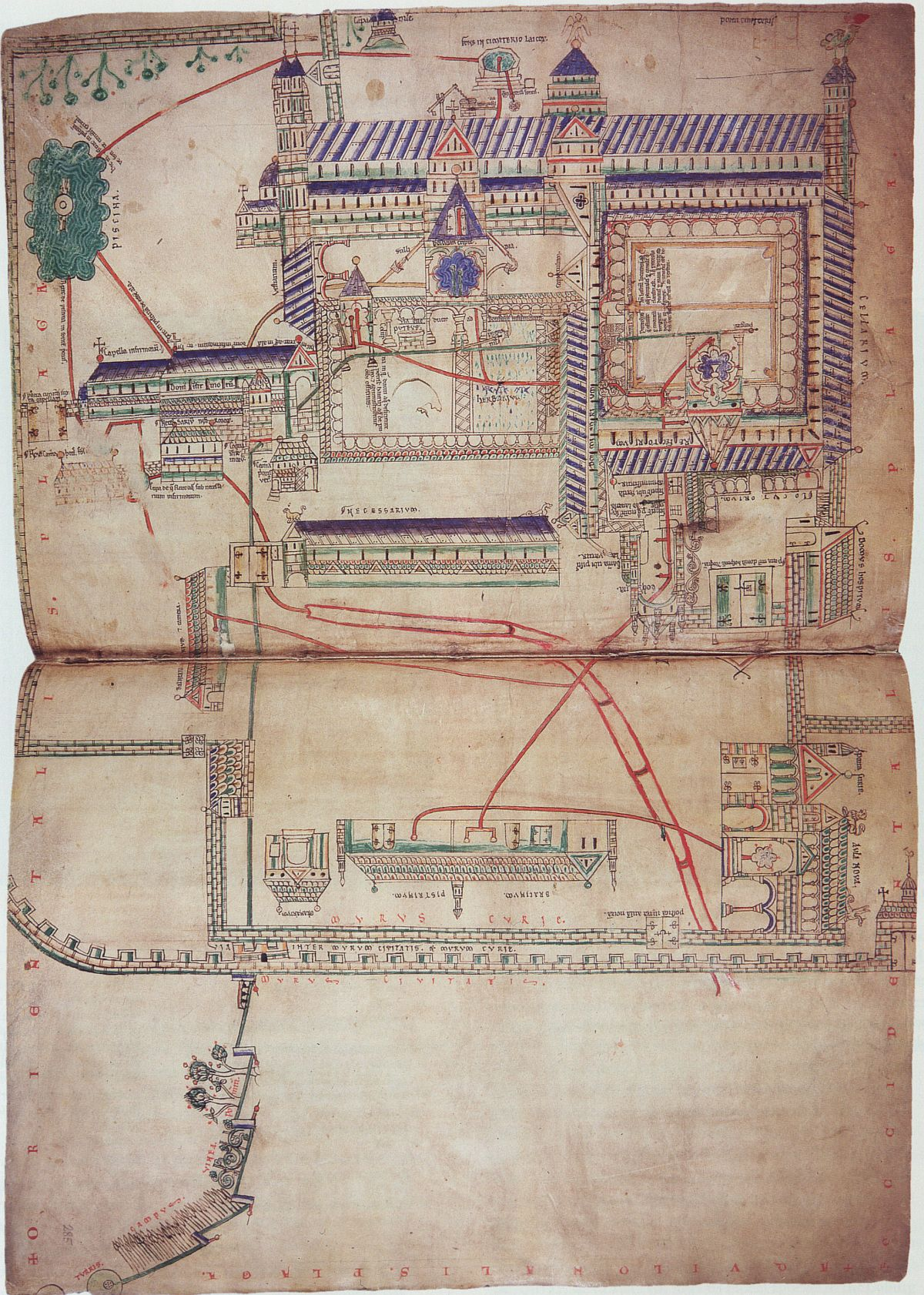
Plan założenia klasztornego w Canterbury
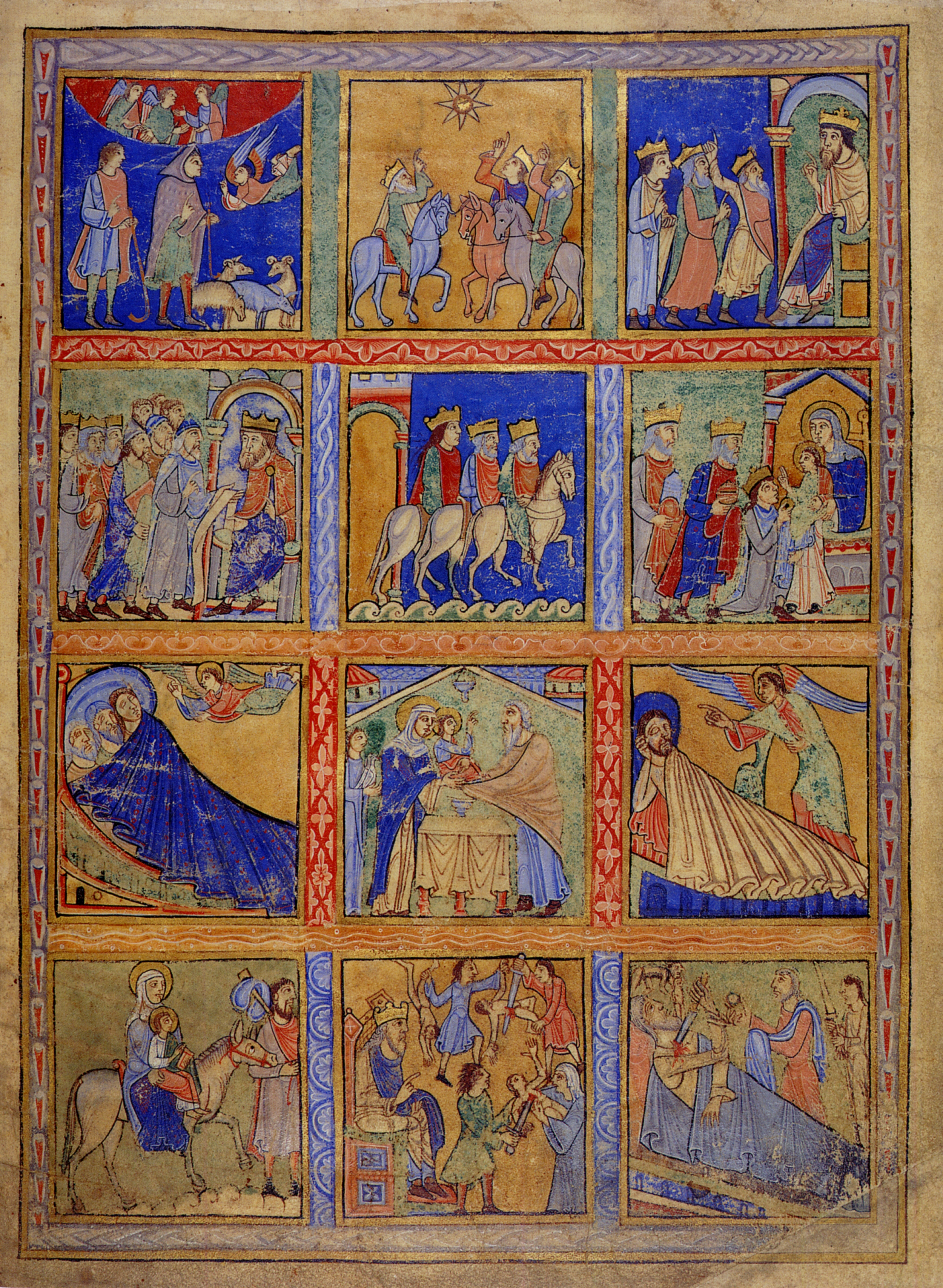
Karta z Biblioteki Brytyjskiej